# Tarcisio Meira
Tarcisio Meira, pseudonimo di Tarcisio Magalhaes Sobrinho (San Paolo, 5 ottobre 1935 – San Paolo, 12 agosto 2021), è stato un attore brasiliano.

## Biografia

### Origini e carriera
Tarcisio Meira apparteneva a una famiglia aristocratica brasiliana. Esordì a teatro nel 1957 e subito dopo iniziò a lavorare nei fotoromanzi e in televisione. Presenza tra le più costanti nelle telenovelas brasiliane (tra cui 2-5499 Ocupado, in assoluto la prima produzione del genere nel Paese), vi ricoprì più di 50 ruoli. Selezionato spessissimo per dar volto a uomini rubacuori e ambiziosi, Tarcisio Meira nella vita reale fu sposato per quasi 60 anni con la collega Gloria Menezes, che lo rese padre di Tarcísio Filho, anch'egli attore.
In Italia divenne noto per le telenovele Brillante e Potere, trasmesse rispettivamente da Rete 4 e TMC: due lavori tra i tanti di cui fu attore protagonista.
Al cinema fu diretto da registi del calibro di Bruno Barreto (O Beijo No Asfalto), Arnaldo Jabor (Un caldo incontro), Walter Hugo Khouri (Amor Estranho Amor).
Apparve anche in numerosi programmi televisivi dal vivo, soprattutto negli show di Chacrinha. 
Nel 2004 Tarcisio Meira e Gloria Menezes ottennero il Troféu Mário Lago.

### Decesso
Meira, già provato da gravi problemi polmonari e renali (era in emodialisi), morì il 12 agosto 2021 per complicazioni da COVID-19, che gli era stato diagnosticato, insieme alla moglie, sei giorni prima ; Gloria Menezes è poi guarita. Entrambi i coniugi erano stati vaccinati.

## Filmografia

### Cinema
- Casinha Pequenina, regia di Glauco Mirko Laurelli (1963)
- A Desforra, regia di Gino Palmisano (1966)
- Máscara da Traição, regia di Roberto Pires (1969)
- OSS 117 prend des vacances, regia di Pierre Kalfon (1970)
- Quelé do Pajeú, regia di Anselmo Duarte (1970)
- As Confissões de Frei Abóbora, regia di Braz Chediak (1971)
- Missão: Matar, regia di Alberto Pieralisi (1972)
- Independência ou Morte, regia di Carlos Coimbra (1972)
- O Marginal, regia di Carlos Manga (1974)
- República dos Assassinos, regia di Miguel Faria Jr. (1979)
- O Caçador de Esmeraldas, regia di Oswaldo de Oliveira (1979)
- A Idade da Terra, regia di Glauber Rocha (1980)
- Un caldo incontro (Eu Te Amo), regia di Arnaldo Jabor (1981)
- O Beijo No Asfalto, regia di Bruno Barreto (1981)
- Amor Estranho Amor, regia di Walter Hugo Khouri (1982)
- O Cangaceiro Trapalhão, regia di Daniel Filho (1983)
- Eu, regia di Walter Hugo Khouri (1987)
- Solidão, Uma Linda História de Amor, regia di Victor di Mello (1989)
- Boca de Ouro, regia di Walter Avancini (1990)
- Boca, regia di Walter Avancini (1994)
- Não Se Preocupe, Nada Vai Dar Certo, regia di Hugo Carvana (2011)

### Televisione
- Maria Antonieta – serie TV (1961)

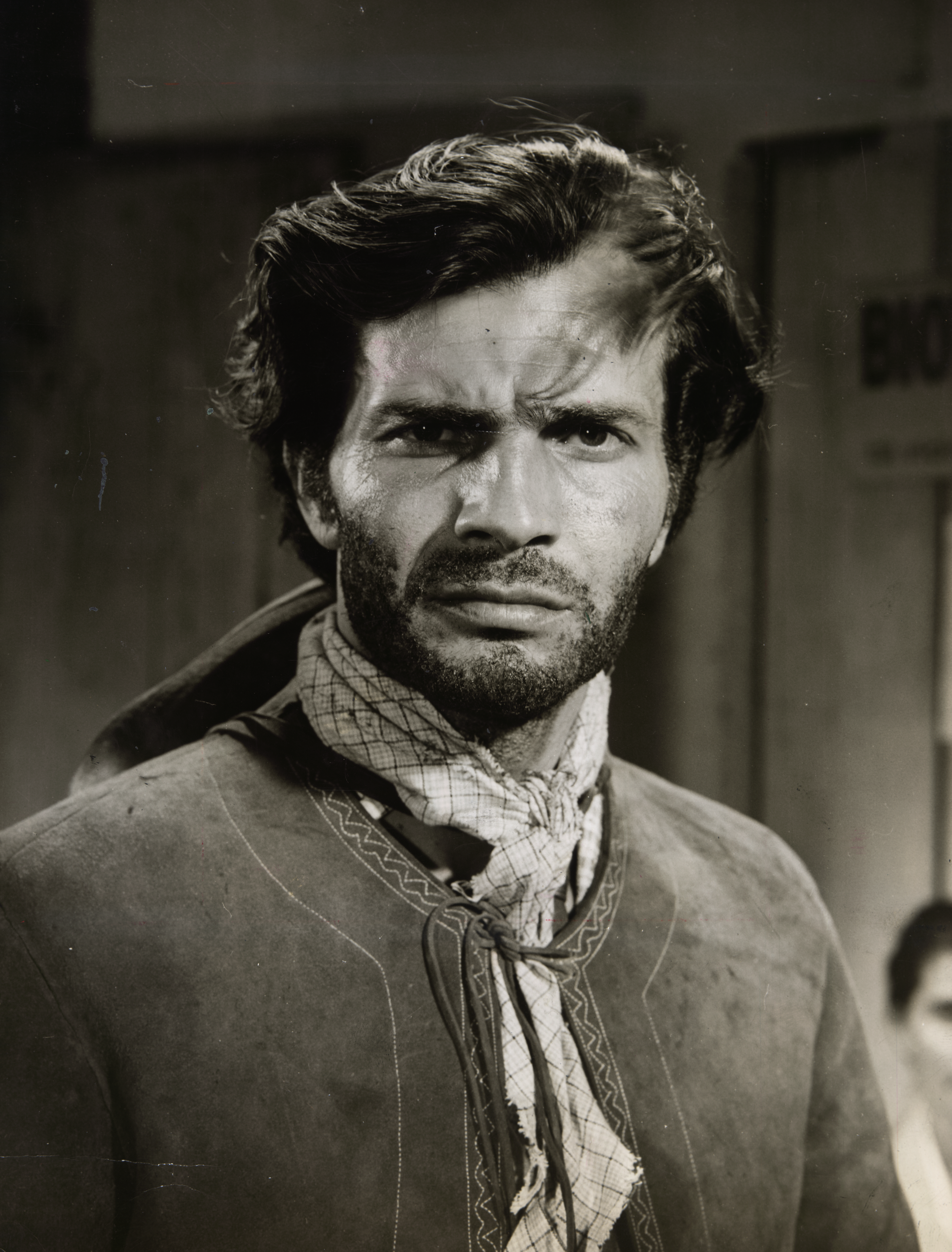
Tarcisio Meira nella telenovela Irmãos Coragem (1970)

- TV de Vanguarda – serie TV, episodio 11x01 (1962)
- A Noite Eterna – serie TV (1962)
- A Única Verdade – serie TV (1962)
- Cleópatra – serie TV (1962)
- A Intrusa – serie TV (1962)
- Grande Teatro Tupi – serie TV, episodio 13x04 (1963)
- 2-5499 Ocupado – serial TV, 41 episodi (1963)

- Uma Sombra em Minha Vida – serie TV (1964)
- Ambição – serie TV (1964)
- Mãe – serie TV (1964)
- A Deusa Vencida – serie TV (1965)
- Pedra Redonda 39 – serie TV (1965)
- Almas de Pedra – serie TV, episodio 1x01 (1966)
- As Minas de Prata – serie TV (1966)
- O Grande Segredo – serie TV (1967)
- Sangue e Areia – serial TV, 126 episodi (1967-1968)
- Rosa Rebelde – serial TV, 235 episodi (1969)
- A Gata de Vison – serial TV, 168 episodi (1968-1969)
- A Pérola, regia di Paulo José – film TV (1971)
- Irmãos Coragem – serial TV, 327 episodi (1970-1971)
- Meu Primeiro Baile, regia di Daniel Filho – film TV (1972)
- Caso Especial – serie TV, episodio 2x02 (1972)
- O Homem Que Deve Morrer – serial TV, 259 episodi (1971-1972)
- O Descobrimento do Brasil, regia di Luís Carlos Miele – film TV (1973)
- Praias Desertas, regia di Walter Avancini – film TV (1973)
- Cavalo de Aço – serial TV, 180 episodi (1973)
- O Semideus – serial TV, 222 episodi (1973-1974)
- Escalada – serial TV, 198 episodi (1975)
- Saramandaia – serie TV (1976)
- Espelho Mágico – serie TV, 2 episodi (1977)
- Os Gigantes – serial TV, 147 episodi (1979-1980)
- Coração Alado – serial TV, 185 episodi (1980-1981)
- Brillante (Brilhante) – serial TV, 155 episodi (1981-1982)
- Adamo contro Eva (Guerra dos sexos) – serial TV, 185 episodi (1983-1984)
- Meu Destino é Pecar, regia di Ademar Guerra e Denise Saraceni – miniserie TV, 35 puntate (1984)
- O Tempo e o Vento, regia di Walter Campos, Paulo José e Denise Saraceni – miniserie TV, 1 puntata (1985)
- Grande Sertão: Veredas, regia di Walter Avancini – miniserie TV, 26 puntate (1985)
- Roque Santeiro – serial TV, 209 episodi (1985-1986)
- Potere (Roda de fogo) – serial TV, 179 episodi (1986-1987)
- Tarcísio & Glória – serial TV, 13 episodi (1988)
- Desejo, regia di Wolf Maya e Denise Saraceni – miniserie TV, 16 puntate (1990)
- Araponga – serie TV, 2 episodi (1990-1991)
- Fera Ferida – serie TV (1993)
- De Corpo e Alma – serial TV, 184 episodi (1992-1993)
- Não Fuja da Raia, regia di Cininha de Paula, Jorge Fernando e Paulo Ghelli – film TV (1995)
- Pátria Minha – serial TV, 203 episodi (1994-1995)
- O Rei do Gado – serie TV, episodio 1x01 (1996)
- A Vida Como Ela É... – serie TV, episodio 1x25 (1996)
- Hilda Furacão – miniserie TV (1998)
- Você Decide – serie TV, episodi 2x17-8x14 (1993-1999)
- Torre de Babel – serial TV, 201 episodi (1998-1999)
- A Muralha, regia di Carlos Araújo, Luiz Henrique Rios e Denise Saraceni – miniserie TV, 2 puntate (2000)
- Sandy & Junior – serie TV, episodio 2x22 (2000)
- Sai de Baixo – serie TV, episodio 7x01 (2001)
- Um Anjo Caiu do Céu – serial TV, 185 episodi (2001)
- O Beijo do Vampiro – serial TV, 215 episodi (2002-2003)
- Senhora do Destino – serial TV, 5 episodi (2004)
- Um Só Coração – miniserie TV, 2 puntate (2004)
- Bang Bang – serie TV, 2 episodi (2005)
- Pagine di vita (Páginas da Vida) – serial TV, 109 episodi (2006)
- Duas Caras – serial TV, 10 episodi (2007-2008)
- A Favorita – serial TV, 130 episodi (2008-2009)
- Afinal, o que Querem as Mulheres? – serie TV, episodio 1x01 (2010)
- Insensato Coração – serial TV, 57 episodi (2011)
- Louco por Elas – serie TV, episodio 2x08 (2012)
- Saramandaia – serial TV, 57 episodi (2013)
- Grandes Atores – serie TV (2015)
- Velho Chico – serie TV, episodi 1x01-1x15 (2016)
- A Lei do Amor – serial TV, 89 episodi (2016-2017)
- Orgulho e Paixão – serial TV, 48 episodi (2018)